# Knut Hamsun
Knut Hamsun, tên thật là Knud Pedersen, (4 tháng 8 năm 1859 – 19 tháng 2 năm 1952) là nhà văn Na Uy đoạt giải Nobel Văn học năm 1920.

## Tiểu sử
Knut Hamsun sinh ở Vågå, Gudbrandsdal, Na Uy trong một gia đình nghèo đông con. Năm lên ba, Hamsun đã phải theo cha mẹ đi làm tá điền cho một ông chú ngoại. Lên chín tuổi, đi ở cho chú, bị chú đánh đập, bỏ đói, phải bỏ trốn, rồi sống cuộc đời lang thang, làm nhiều nghề như bán hàng rong, phụ thợ giày... Hamsun bắt đầu viết văn từ năm 17 tuổi nhưng suốt hơn 10 năm không được dư luận để ý. Trong thời gian này ông sang Mỹ hai lần, tìm mọi cách để kiếm kế sinh nhai, bị bệnh lao, và năm 1890 lại phải về nước. Sau đó viết tiểu thuyết Sult (Đói, 1890) kể về những đau khổ của một nhà văn đói rét với lối văn mang màu sắc tự nhiên chủ nghĩa và trở nên nổi tiếng không chỉ ở Scandinavia mà cả nhiều nước phương Tây khác. Ông chịu ảnh hưởng của Fyodor Mikhailovich Dostoevsky, Friedrich Nietzsche và Lord Byron, phủ nhận lối sống của chủ nghĩa tư bản hiện đại, đề cao tính chất thần bí của tâm hồn, ca ngợi chủ nghĩa điền viên cổ sơ. Tất cả đều xuất phát từ động cơ phi lý tính. Đây cũng là nguyên nhân khiến ông hợp tác với chủ nghĩa phát xít Đức trong Chiến tranh thế giới thứ hai và bị xử tội phản quốc khi chiến tranh kết thúc. Ngoài hàng loạt tiểu thuyết được sáng tác đều đặn, Hamsun còn viết kịch - từ 1895 đến 1898 ông hoàn thành bộ ba Ved Rigets Port (Nơi cổng vương quốc), Livets Spil (Trò đời), Aftenrøde. Slutningspil (Hoàng hôn), tuy nhiên không thành công lắm. Phần lớn thơ Hamsun sáng tác đều bị ông đốt khi chưa in, nhưng năm 1904 ông đã công bố tập Det vilde Kor (Bản hợp xướng hoang dã) có thể sánh với những tác phẩm văn xuôi hay nhất của ông.
Knut Hamsun là nhà văn làm đổi mới văn xuôi Na Uy và là người luôn cố gắng thể hiện đời sống tâm hồn vô thức. Tác phẩm Markens Grøde (Nhựa của đất, 1917), kêu gọi trở về với ruộng đồng, đã mang lại cho ông giải Nobel năm 1920. Năm 1918, Hamsun mua một trang trại ở miền Nam Na Uy, sống tại đây, vừa viết văn vừa làm ruộng vườn. Nhưng càng về sau, tư tưởng của Hamsun càng trở nên phản động. Năm 1934 ông công khai ủng hộ chủ nghĩa quốc xã; đã gặp Adolf Hitler tại Đức, bị hàng ngàn độc giả trả lại sách để phản đối. Cuối chiến tranh ông và vợ bị bắt và xử phạt gần 80.000 USD (năm 1947), nhưng không phải ngồi tù vì ông đang bị bệnh tâm thần. Mặc dù vậy, dư luận xã hội Na Uy và thế giới có thái độ phân biệt rõ ràng giữa lập trường chính trị của ông trong những năm chiến tranh và di sản văn học quý giá mà ông để lại cho thế hệ sau.

## Tác phẩm
- Den Gaadefulde. En kjærlighedshistorie fra Nordland  (Con người bí ẩn, dưới tên Knud Pedersen, 1877), tiểu thuyết
- Bjørger (dưới tên Knud Pedersen Hamsund, 1878), tiểu thuyết
- Fra det moderne Amerikas Aandsliv (Cuộc sống tinh thần của xã hội Mỹ hiện đại, 1889), tiểu luận
- Sult (Đói, 1890), tiểu thuyết
- Fra det ubevidste sjaceleliv (Từ cuộc sống vô thức của tâm hồn, 1890), tiểu luận
- Mysterier (Những điều bí ẩn, 1892), tiểu thuyết
- Redaktør Linge (Biên tập viên Linge, 1893)
- Ny Jord (Đất mới, hoàn tất năm 1893)
- Pan (Quý ngài, 1894), tiểu thuyết
- Ved Rigets Port (Nơi cổng vương quốc, 1895), kịch
- Livets Spil (Trò đời, 1896)
- Aftenrøde. Slutningspil (Hoàng hôn, 1898), kịch
- Victoria. En kjærlighedshistorie (Victoria, 1898), tiểu thuyết
- Munken Vendt. Brigantines saga I (1902), kịch thơ
- Det vilde Kor (Bản hợp xướng hoang dã, 1904), thơ
- Under Høststjærnen. En Vandrers Fortælling (Dưới ngôi sao mùa thu, 1906), tiểu thuyết
- Benoni (1908), tiểu thuyết
- En Vandrer spiller med Sordin (Kẻ lang thang chơi đàn không dây, 1909), tiểu thuyết
- Den sidste Glæde (Niềm vui cuối cùng, 1912), tiểu thuyết
- Børn av Tiden (Những đứa con của thế kỉ, 1913), tiểu thuyết
- Segelfoss By (Thị trấn Segelfoss, 2 tập, 1915), tiểu thuyết
- Markens Grøde (Nhựa của đất, 2 tập, 1917), tiểu thuyết
- Konerne ved Vandposten (Những người đàn bà bên giếng, 2 tập, 1920), tiểu thuyết
- Siste Kapitel (Chương cuối, 2 tập, 1923), tiểu thuyết
- Landstrykere (Những kẻ lang thang, 2 tập, 1927), tiểu thuyết
- August (Tháng Tám, 2 tập, 1930), tiểu thuyết
- Ringen sluttet (Vòng vây đã khép, 1936), tiểu thuyết
- Paa gjengrodde Stier (Theo lối mòn hoang, 1949)